# ألدرسن (فيرجينيا الغربية)
ألدرسن (بالإنجليزية: Alderson, West Virginia) هي بلدة تقع بولاية فيرجينيا الغربية في الولايات المتحدة. تبلغ مساحتها 2.46 (كم²)، وترتفع عن سطح البحر 472 م، بلغ عدد سكانها 1184 نسمة في عام 2010 حسب إحصاء مكتب تعداد الولايات المتحدة وتصل الكثافة السكانية فيها 513.6 نسمة/كم2.

## التاريخ

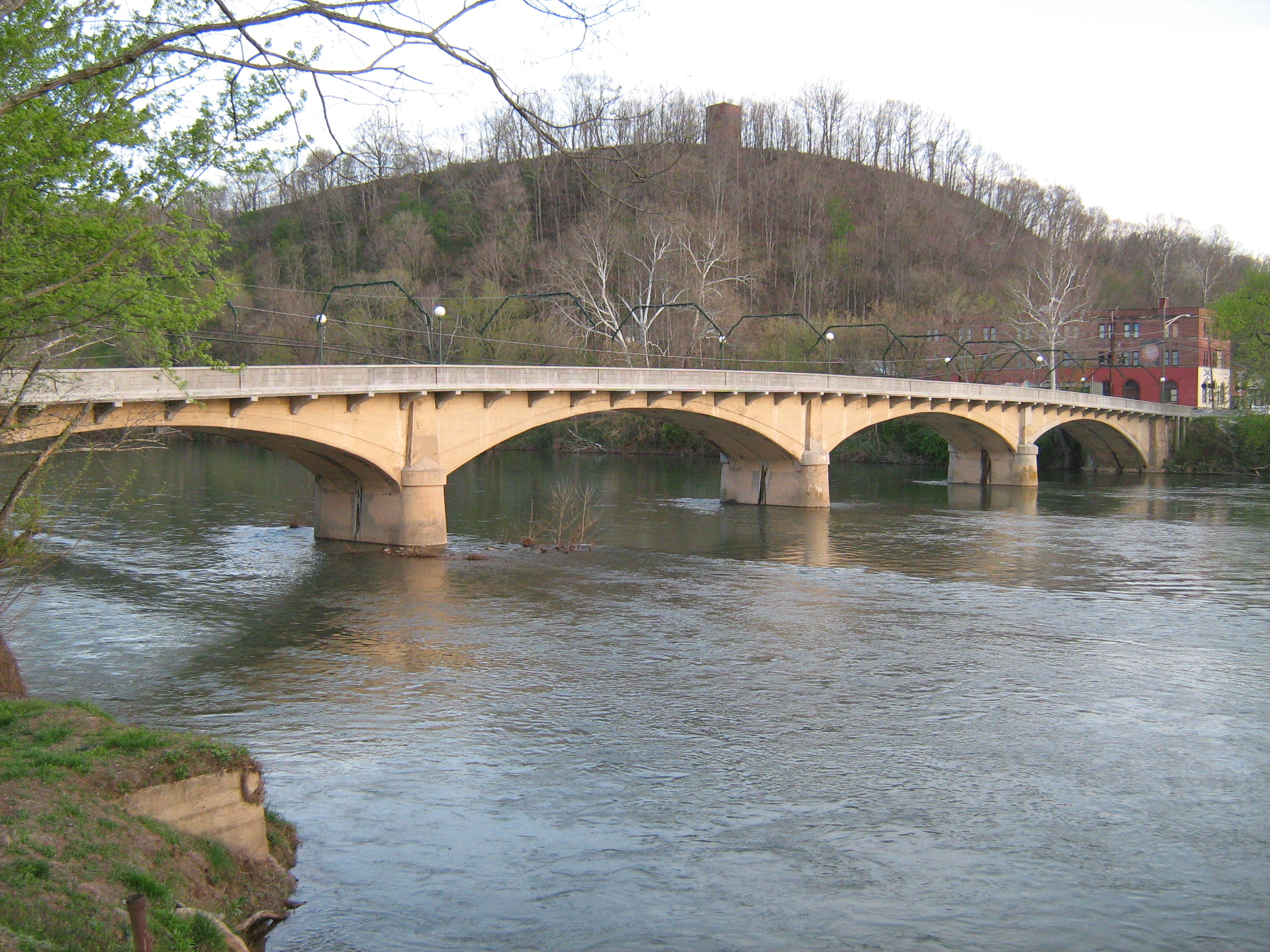
جسر ألدرسن التذكاري الذي يعود لعام 1914

ألدرسن هو تجمع سكاني تأسس عام 1881 ويقع على طول نهر غرينبريه في مقاطعة غرينبريه ومقاطعة مونرو. استوطنها الرائد التبشيري جون ألدرسن «الأكبر» بالأصل عام 1777، وسُميت البلدة نسبةً له، واستطاع ألدرسن تنظيم أول كنيسة معمدانية في وادي نهر غرينبريه. تدمرت مستوطنات مادي كريك الواقعة على مقربة من ألدرسن عام 1763 على يد الأمريكيين الأصليين من أمة شاوني بقيادة الزعيم كورنستالك. وبني بالقرب من البلدة إصلاحية (سجن) نسائي فيدرالي افتتح عام 1927 وهو أول سجن فيدرالي للنساء. غدت ألدرسن خلال مطلع القرن العشرين مركزاً من مراكز التعليم العالي في الولاية. فاستضافت ثلاثة مؤسسات للتعليم العالي ومنها أكاديمية ألدرسن وكلية صغرى (وهي كلية تقدم سنتان من التعليم العالي) والتي اندمجت في نهاية المطاف لتشكّل جامعة برودوس ألدرسن عام 1932.
تعد إصلاحية ألدرسن الفيدرالية للنساء المكان الذي سُجنت فيه مرأة الأعمال الأمريكية مارثا ستيوارت، وتعد الإصلاحية أكبر مصدر للوظائف في ألدرسن. ذكرت مارغريت هيغنز من صحيفة واشنطن تايمز أن إرسال السلطات لمارثا ستيوارت إلى هذه لإصلاحية عاد بالفائدة على بلدة ألدرسن. يقع جزء من الإصلاحية في مقاطعة مونرو الغير متحدة، أما الجزء الآخر من السجن فيقع في مقاطعة سومرز الغير متحدة.
تقع الإصلاحية النسائية الفيدرالية على قطعة الأرض التي اختارها أول من وصل من المستوطنين للمنطقة وأطلقوا على مستوطنتهم اسم «حصن بومان» (Baughman's Fort). بُنيت مستوطنة حصن بومان في خمسينيات القرن الثامن عشر ويُفترض تاريخياً دمار المستوطنة على يد الأمريكيين الأصليين بعد بناءها بفترة وجيزة، وذلك رغم عدم وجود دليل واقعي يدعم هذه النظرية. بقيت بقايا أثرية للحصن القديم بعد بناء الإصلاحية النسائية الفيدرالية في مطلع القرن العشرين. وتشير الملاحظات في الدوريات التاريخية القديمة إلى موقع الحصن.

## التركيبة السكانية
قام مكتب تعداد الولايات المتحدة بتحديد بيانات التركيبة السكانية لألدرسن في تعداد الولايات المتحدة. في ما يلي، التركيبة السكانية حسب تعدادي 2000 و2010.

### تعداد عام 2000
بلغ عدد سكان ألدرسن 1,091 نسمة بحسب تعداد عام 2000، وبلغ عدد الأسر 481 أسرة وعدد العائلات 305 عائلة مقيمة في البلدة.
وتوزع التركيب العرقي للبلدة بنسبة 90.83% من البيض و 0.27% من الأمريكيين الأصليين و 0.18% من الأمريكيين ذوي الأصول الآسيوية و 6.60% من الأمريكيين الأفارقة و 2.11% من عرقين مختلطين أو أكثر.
بلغ عدد الأسر 481 أسرة كانت نسبة 25.8% منها لديها أطفال تحت سن الثامنة عشر تعيش معهم، وبلغت نسبة الأزواج القاطنين مع بعضهم البعض 43.0% من أصل المجموع الكلي للأسر، ونسبة 16.0% من الأسر كان لديها معيلات من الإناث دون وجود شريك، وكانت نسبة 36.4% من غير العائلات. تألفت نسبة 34.5% من أصل جميع الأسر من أفراد ونسبة 17.5% كانوا يعيش معهم شخص وحيد يبلغ من العمر 65 عاماً فما فوق. وبلغ الحجم الوسطي للأسر 2.87، أما الحجم الوسطي للعائلات فبلغ 2.27.
بلغ العمر الوسطي للسكان 41 عاماً. وكانت نسبة 23.8% من القاطنين تحت سن الثامنة عشر، وكانت نسبة 8.0% بين الثامنة عشر والأربعة وعشرون عاماً، ونسبة 22.9% كانت واقعةً في الفئة العمرية ما بين الخامسة والعشرون حتى والأربعة وأربعون عاماً، ونسبة 23.6% كانت ما بين الخامسة والأربعون حتى الرابعة والستون، ونسبة 21.7% كانت ضمن فئة الخامسة والستون عاماً فما فوق. يوجد لكل 100 أنثى 90.4 ذكر، ويوجد لكل 100 أنثى في الثامنة عشر من عمرها فما فوق 83.4 ذكر.
بلغ متوسط دخل الأسرة في البلدة 23,043 دولار، أما متوسط دخل العائلة فبلغ 29,028 دولار. وكان متوسط دخل الذكور 31,000 دولار مقابل 20,938 دولار للإناث. وسجل دخل الفرد الخاص بالبلدة 14,474 دولار. وكانت نسبة 17.8% من العائلات ونسبة 22.9% من السكان تحت خط الفقر، وكان من هؤلاء نسبة 35.7% تحت سن الثامنة عشر ونسبة 9.6% في الخامسة والستين من العمر وما فوق.

### تعداد عام 2010
بلغ عدد سكان ألدرسن 1,184 نسمة بحسب تعداد عام 2010، وبلغ عدد الأسر 518 أسرة وعدد العائلات 315 عائلة مقيمة في البلدة. في حين سجلت الكثافة السكانية 1,330.3 نسمة لكل ميل مربع (513.6/كم2). وبلغ عدد الوحدات السكنية 602 وحدة بمتوسط كثافة قدره 676.4 لكل ميل مربع (261.2/كم2).
وتوزع التركيب العرقي للبلدة بنسبة 91.0% من البيض و 0.3% من الأمريكيين الأصليين و 0.3% من الأمريكيين ذوي الأصول الآسيوية و 5.0% من الأمريكيين الأفارقة و 3.5% من عرقين مختلطين أو أكثر.
بلغ عدد الأسر 518 أسرة كانت نسبة 26.6% منها لديها أطفال تحت سن الثامنة عشر تعيش معهم، وبلغت نسبة الأزواج القاطنين مع بعضهم البعض 39.2% من أصل المجموع الكلي للأسر، ونسبة 14.9% من الأسر كان لديها معيلات من الإناث دون وجود شريك، بينما كانت نسبة 6.8% من الأسر لديها معيلون من الذكور دون وجود شريكة وكانت نسبة 39.2% من غير العائلات. تألفت نسبة 31.9% من أصل جميع الأسر من أفراد ونسبة 17.2% كانوا يعيش معهم شخص وحيد يبلغ من العمر 65 عاماً فما فوق. وبلغ الحجم الوسطي للأسر 2.83، أما الحجم الوسطي للعائلات فبلغ 2.29.
بلغ العمر الوسطي للسكان 42.8 عاماً. وكانت نسبة 20.4% من القاطنين تحت سن الثامنة عشر، وكانت نسبة 9.7% بين الثامنة عشر والأربعة وعشرون عاماً، ونسبة 22.8% كانت واقعةً في الفئة العمرية ما بين الخامسة والعشرون حتى والأربعة وأربعون عاماً، ونسبة 27.5% كانت ما بين الخامسة والأربعون حتى الرابعة والستون، ونسبة 19.7% كانت ضمن فئة الخامسة والستون عاماً فما فوق. وتوزع التركيب الجنسي للسكان بنسبة 48.9% ذكور و51.1% إناث.

## المناخ
| البيانات المناخية لـألدرسن، فيرجينيا الغربية | البيانات المناخية لـألدرسن، فيرجينيا الغربية | البيانات المناخية لـألدرسن، فيرجينيا الغربية | البيانات المناخية لـألدرسن، فيرجينيا الغربية | البيانات المناخية لـألدرسن، فيرجينيا الغربية | البيانات المناخية لـألدرسن، فيرجينيا الغربية | البيانات المناخية لـألدرسن، فيرجينيا الغربية | البيانات المناخية لـألدرسن، فيرجينيا الغربية | البيانات المناخية لـألدرسن، فيرجينيا الغربية | البيانات المناخية لـألدرسن، فيرجينيا الغربية | البيانات المناخية لـألدرسن، فيرجينيا الغربية | البيانات المناخية لـألدرسن، فيرجينيا الغربية | البيانات المناخية لـألدرسن، فيرجينيا الغربية | البيانات المناخية لـألدرسن، فيرجينيا الغربية |
| الشهر                                        | يناير                                        | فبراير                                       | مارس                                         | أبريل                                        | مايو                                         | يونيو                                        | يوليو                                        | أغسطس                                        | سبتمبر                                       | أكتوبر                                       | نوفمبر                                       | ديسمبر                                       | المعدل السنوي                                |
| -------------------------------------------- | -------------------------------------------- | -------------------------------------------- | -------------------------------------------- | -------------------------------------------- | -------------------------------------------- | -------------------------------------------- | -------------------------------------------- | -------------------------------------------- | -------------------------------------------- | -------------------------------------------- | -------------------------------------------- | -------------------------------------------- | -------------------------------------------- |
| متوسط درجة الحرارة الكبرى °ف (°م)            | 45.3 (7.4)                                   | 47.6 (8.7)                                   | 56.7 (13.7)                                  | 69.6 (20.9)                                  | 77.0 (25.0)                                  | 83.5 (28.6)                                  | 86.4 (30.2)                                  | 85.2 (29.6)                                  | 79.3 (26.3)                                  | 70.8 (21.6)                                  | 57.9 (14.4)                                  | 45.3 (7.4)                                   | 67.1 (19.5)                                  |
| متوسط درجة الحرارة الصغرى °ف (°م)            | 23.8 (−4.6)                                  | 24.3 (−4.3)                                  | 30.3 (−0.9)                                  | 39.2 (4.0)                                   | 47.6 (8.7)                                   | 56.6 (13.7)                                  | 60.7 (15.9)                                  | 60.3 (15.7)                                  | 52.8 (11.6)                                  | 41.9 (5.5)                                   | 30.3 (−0.9)                                  | 24.1 (−4.4)                                  | 41.0 (5.0)                                   |
| الهطول إنش (مم)                              | 3.0 (76)                                     | 2.8 (71)                                     | 3.5 (89)                                     | 3.2 (81)                                     | 3.8 (97)                                     | 3.4 (86)                                     | 3.9 (99)                                     | 3.1 (79)                                     | 3.1 (79)                                     | 2.5 (64)                                     | 2.6 (66)                                     | 3.0 (76)                                     | 37.9 (960)                                   |
| المصدر: قاعدة بيانات الطقس                   |                                              |                                              |                                              |                                              |                                              |                                              |                                              |                                              |                                              |                                              |                                              |                                              |                                              |

## وصلات خارجية
- The US50 - Cities and Towns in West Virginia State
- West Virginia Cities and Towns, Facts, Map, Flag, Colleges, Government, and More